# Nancy Fraser
Nancy Fraser, ameriška filozofinja, politologinja, feministka, * 20. maj 1947, Baltimore, Maryland, Združene države Amerike.
Je zagovornica kritične teorije po Marxu. Najbolj je znana po kritiki politike identitete in po svojem delu na konceptu pravičnosti. Poleg tega je kritična do sodobnega liberalnega feminizma in poudarja njegove pomankljivosti. Fraserjeva ima častne doktorate s štirih univerz (treh različnih držav). Leta 2010 je prejela nagrado Alfred Schütza Ameriške filozofske zveze na področju družbene filozofije. Je predsednica vzhodne divizije Ameriške filozofske zveze.

## Življenje in poklicna pot
Fraserjeva izhaja iz judovske družine. Odraščala je v Baltimorju, v zvezni državi Maryland v ZDA, v času ko je bilo mesto rasno ločeno. Zgodaj se je vključila v gibanje za državljanske pravice in se udeleževala zborovanj, katerih cilj je bil desegregacija javnih prostorov. Kmalu za tem je postala članica gibanja proti vietnamski vojni in drugih študentskih gibanj na področju feminizma. Celo mladost je delovala na področju državljanskih pravic. Leta 1969 je Fraserjeva diplomirala iz filozofije pri Bryn Mawrju in leta 1980 doktorirala iz filozofije v diplomskem centru CUNY (Newyorška mestna univerza). Preden je začela poučevati na univerzi New School, kjer deluje še danes, je filozofijo poučevala na Univerzi Northwestern. Kot gostja je poučevala tudi v tujini (Nemčija, Francija, Španija, Nizozemska). Bila je tudi sourednica revije Constellations (mednarodna revija kritične in demografske teorije), kjer ostaja aktivna članica uredniškega sveta.

## Delo
Najbolj je znana po svojih razmišljanjih o pravičnosti in krivici. Po njenem mnenju se pravičnost lahko deli na dve ločeni, a povezani veji: 'distribucijska pravičnost' (v smislu pravične, bolj enakopravne delitve virov in sredstev) ter na 'pravičnost priznanja' (enakovredno priznanje različnih identitet in skupin znotraj družbe). Podobno se deli tudi krivica. V bolj sodobnem delu išče povezavo med, t.i. ‘identity politics’ in vedno večjo razliko med revnimi in bogatimi s posebnim poudarkom na liberalnem feminizemu, katerega Fraserjeva imenuje ‘služabnica’ kapitalizma. Po njenem pri feminizmu ne gre samo za to, da bi se posamezne ženske postavile na položaje moči in privilegijev v obstoječih družbenih hierarhijah. Gre za premagovanje teh hierarhij. Meni, da dokler ostaja spolna hierarhična delitev med produkcijo (moški) in reprodukcijo (ženske), ne more priti do emancipacije žensk.

### Najbolj znana dela
Njeni najbolj znani deli sta:
- Fortunes of Feminism: From State-Managed Capitalism to Neoliberal Crisis
- Unruly Practices: Power, Discourse, and Gender in Contemporary Social Theory

Obe sta zbirki esejev, napisani pa sta v angleščini.

## Nagrade in nazivi
- Doktor Honoris Causa, Erasmus šola za zgodovino, kulturo in komunikacijo ter Filozofska fakulteta, univerza Erasmus Rotterdam, 2014.
- Doktor Honoris Causa, Universidad Nacional de San Martin, Buenos Aires, Argentina, 2014.
- Mednarodna raziskovalna predsedura iz socialne pravičnosti, Collège d'études mondiales, Pariz, 2011–2016
- Senior Fellow, Center za napredne študije "Justitia Amplificata," Frankfurt, 2013.
- Štipendistka ustanove Rosa Luxemburg, november – december 2012
- Einstein gostujoči sodelavec (visiting fellow), Inštitut za severnoameriške študije JFK, Freie Universität, Berlin, 2010–2012.
- Humanitas gostujoča profesorica za ženske pravice, Univerza v Cambridgeu, Velika Britanija, marec 2011
- Doktor Honoris Causa, Univerza Roskilde, Danska, 2011.
- Donald Gordon Fellow, Inštitut za napredne študije Stellenbosch, Južna Afrika, 2011.
- Nagrada Alfreda Schutza za socialno filozofijo, Ameriško filozofsko združenje, 2010.
- Chaire Blaise Pascal, École des hautes études en science sociales, Pariz, 2008–2010
- Nagrajena Doctor Honoris Causa, Nacionalna univerza v Kordobi (Argentina), 2006.